# Воробьёв, Владимир Николаевич (хоккеист)
Владимир Николаевич Воробьёв (9 ноября 1959, Горький) — советский хоккеист, вратарь. Мастер спорта СССР. Тренер.

## Биография
Воспитанник горьковского хоккея.
Выступал за «Сибирь» (Новосибирск) и «Торпедо» (Горький).
Один из лучших вратарей в истории горьковского хоккея.
Завершил карьеру в связи с травмой позвоночника.
С 1999 по 2009 год тренировал вратарей «Торпедо» Нижний Новгород.

## Достижения
- Бронзовый призёр чемпионата Европы среди юниоров 1977.
- Чемпион СССР среди юношей 1976. (лучший вратарь турнира).

## Статистика выступлений
| 1977/78                  | Сибирь Новосибирск       | Чемпионат СССР (1 лига)           | 36  |      |   |
| 1978/79                  | Сибирь Новосибирск       | Чемпионат СССР (1 лига)           | 47  |      |   |
| 1979/80                  | Сибирь Новосибирск       | Чемпионат СССР (1 лига)           | 12  |      |   |
| 1979/80                  | Торпедо Горький          | Чемпионат СССР                    | 15  | -47  | 0 |
| 1980/81                  | Торпедо Горький          | Чемпионат СССР                    | 43  | -139 | 4 |
| 1980/81                  | Торпедо Горький          | Чемпионат СССР. Переходный турнир | 11  | -35  | 0 |
| 1981/82                  | Торпедо Горький          | Чемпионат СССР                    | 28  | -86  | 0 |
| 1982/83                  | Торпедо Горький          | Чемпионат СССР                    | 35  | -112 | 2 |
| 1983/84                  | Торпедо Горький          | Чемпионат СССР                    | 34  | -103 | 0 |
| 1984/85                  | Торпедо Горький          | Чемпионат СССР                    | 50  | -164 | 0 |
| 1985/86                  | Торпедо Горький          | Чемпионат СССР                    | 36  | -147 | 0 |
| 1986/87                  | Торпедо Горький          | Чемпионат СССР                    | —   | —    | — |
| 1987_88                  | Торпедо Горький          | Чемпионат СССР                    | 12  | -29  | 0 |
| 1987/88                  | Торпедо Горький          | Чемпионат СССР. Переходный турнир | 28  | -66  | 0 |
| 1988/89                  | Торпедо Горький          | Чемпионат СССР                    | 10  | -31  | 0 |
| 1988/89                  | Торпедо Горький          | Чемпионат СССР. Переходный турнир | 21  | -47  | 0 |
| Всего в Чемпионатах СССР | Всего в Чемпионатах СССР | Всего в Чемпионатах СССР          | 393 |      |   |